# 하마다테촌
하마다테촌(浜舘村)은 아오모리현 히가시쓰가루군에 있던 촌이다. 

## 역사
- 1889년 4월 1일 - 정촌제 시행에 의해 히가시쓰가루군 쓰구리미치촌이 성립하였다.
- 1927년 - 5월 15일 - 하마다테촌으로 개칭되었다.
- 1955년 1월 15일 - 아오모리시에 편입해 소멸되었다.

## 참고문헌
- 『市町村名変遷辞典』東京堂出版、1990年。
- 『東奥年鑑』（東奥日報社発行）の1952年版・1953年版・1954年版
- 『東奥年鑑』（東奥日報社発行）1954年版職員録7頁「土木事務所・港務所・改修事務所・農業総合研究所・農業試験場」